# Franz Josefgletsjer

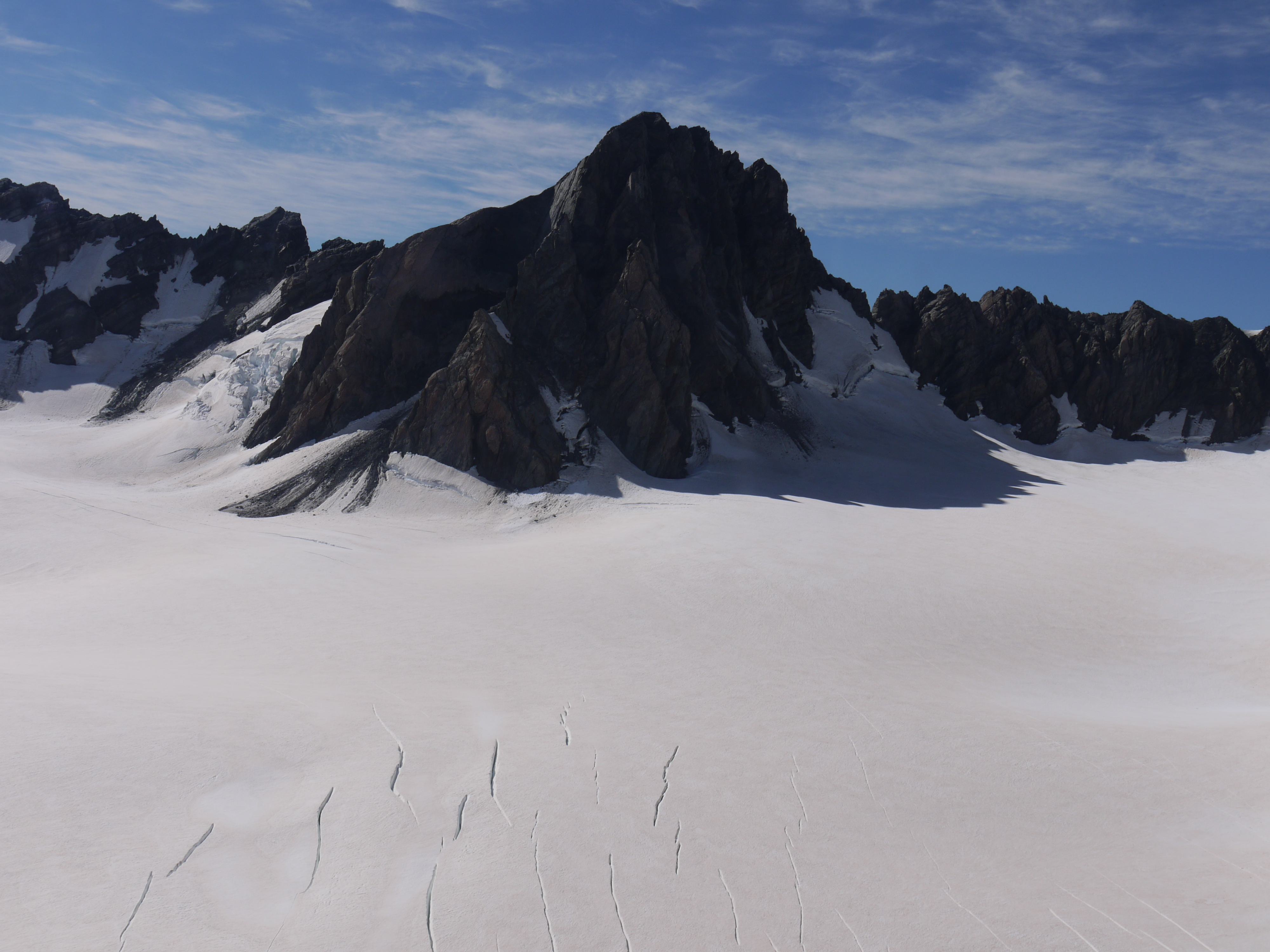
Franz Josefgletsjer, firnveld

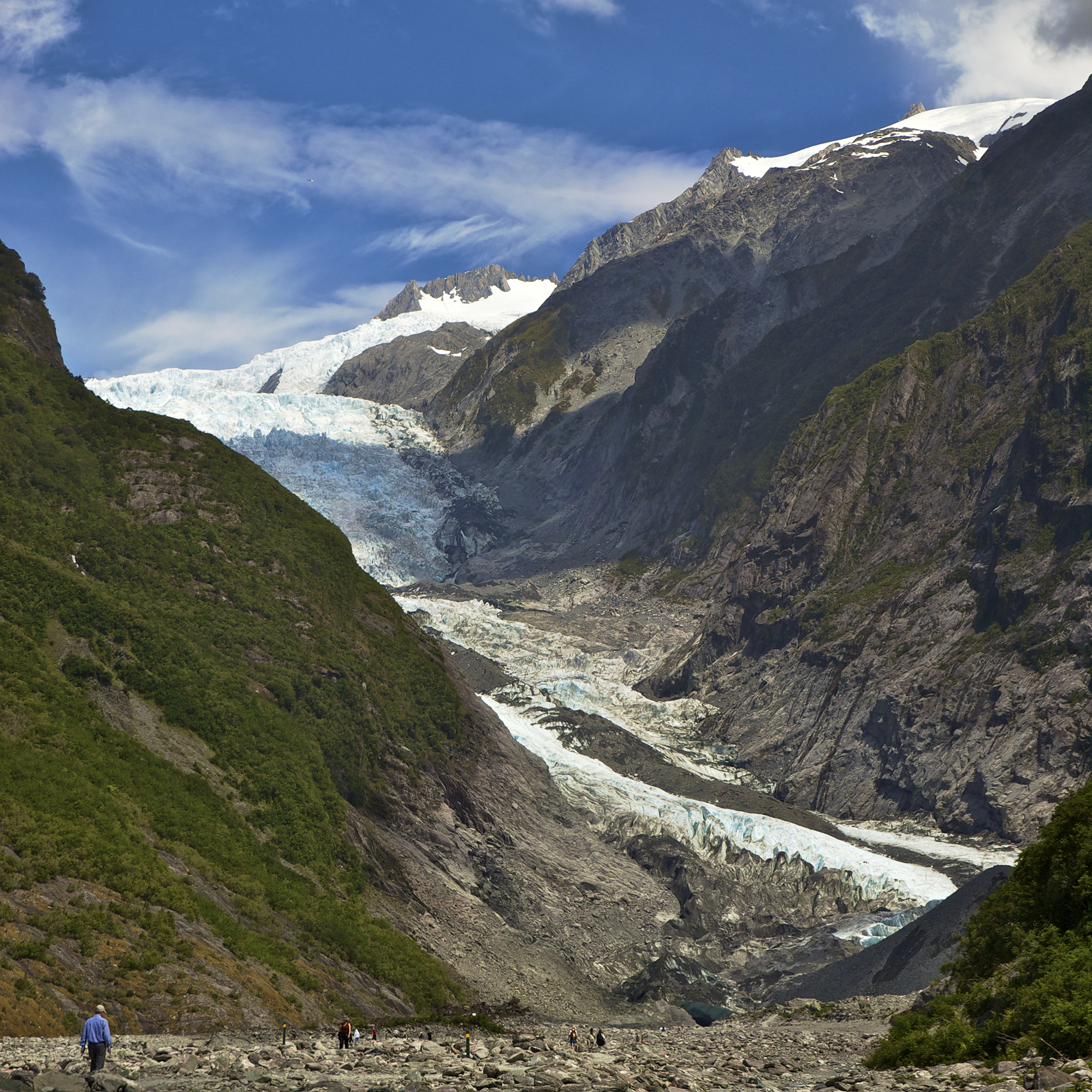
Franz Josefgletsjer, 2011

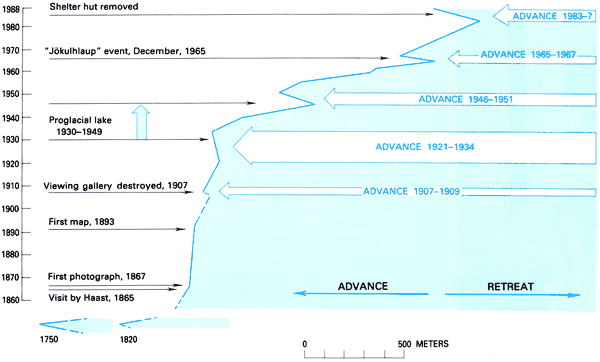
Historische gegevens van de gletsjer, 1860-1988

De Franz Josefgletsjer (Ka Roimata o Hinehukatere in Māori) is een 12 km lange gletsjer in het Nationaal park Westland aan de westkust van het Zuidereiland van Nieuw-Zeeland. De gletsjer ligt 20 km van de Foxgletsjer.
Het gebied rond de twee gletsjers is een onderdeel van het Te Wahipounamu, een park dat een natuurerfgoed is van UNESCO. Het smeltwater uit de Franz Josefgletsjer vormt de Waiho rivier.
De gletsjer is momenteel circa 12 km lang en eindigt 19 km van de Tasmanzee. Hij heeft een 20 km2 groot sneeuwveld. Door grote sneeuwval is het een van de weinige gletsjers in Nieuw-Zeeland die nog steeds groeide. Sinds 2010 krimpt hij snel.
Tussen de jaren 1940 en 1980 trok de gletsjer zich terug met soms tot 70 cm per dag. Gebaseerd op het verleden verwachten wetenschappers dat de Franz Josefgletsjer zich in de toekomst 5 km zal terugtrekken.
De Franz Josefgletsjer is een van de belangrijkste toeristische attracties van de westkust met circa 250.000 bezoekers per jaar en circa 2,700 per dag (2007). In het verleden was de gletsjer van onderaf te bewandelen. Door de instabiliteit van de gletsjer is dit tegenwoordig niet meer mogelijk.
Franz Josef is een klein dorp met circa 330 inwoners op circa 5 km afstand van de Franz Josefgletsjer en bij de State Highway 6. Het heeft een kleine helikopterlandplaats, diverse accommodaties, een aantal restaurants en winkels.